# Palatul Generala
Palatul Societății de Asigurări „Generala” (sau doar Palatul Generala), este un monument istoric aflat pe teritoriul municipiului București, operă a arhitectului Oscar Maugsch. A fost construit pe locul vechii grădini a Palatului Suțu, având ca model palatele de pe Bd. Haussmann din Paris. Arhitectul său este de origine germană - Oscar Maugsch. Acesta a studiat la Dresda și a fost Arhitect la Ministerului Cultelor ș Instrucțiunii Publice. Palatul a adăpostit inițial una dintre primele companii de asigurare din România - Societatea Generală de Asigurări GENERALA. Aceasta a fost înființată la Brăila în 1832 și avea ca scop principal asigurarea mărfurilor în timpul transportului naval. Acționarul principal al Generala a fost Marmorosch Blank ce își avea propriul sediu chiar în vecinătate, pe strada Doamnei. Primul său președinte a fost Alexandru Marghiloman. În momentul izbucnirii Primului Război Mondial, ”Generala” avea  o situație financiară solidă, astfel încât după război, a reușit să se extindă în noile teritorii unite și să participe la naționalizarea mai multor întreprinderi din vechea monarhie austro-ungară. Criza economică din 1932-1934 nu a afectat-o prea mult. Generala a fost desființată în 1948 prin adoptarea Legii naționalizării. Până în martie 2019 Banca Comercială Română (BCR), membră a Erste Group, cel mai important grup financiar din România, a avut Sediul Central în Palatul Generala. În mai 2019 a găzduit Romanian Design Week, iar în septembrie expozițiile Pavilionului de Artă București - Art Safari.
A fost vândută la finalul anului 2019 unui fond de investiții cu sediul în Luxemburg, pentru suma de cca. 28 milioane de euro. Mai multe surse relatează că în viitor clădirea ar putea fi transformată în hotel. 

## Galerie

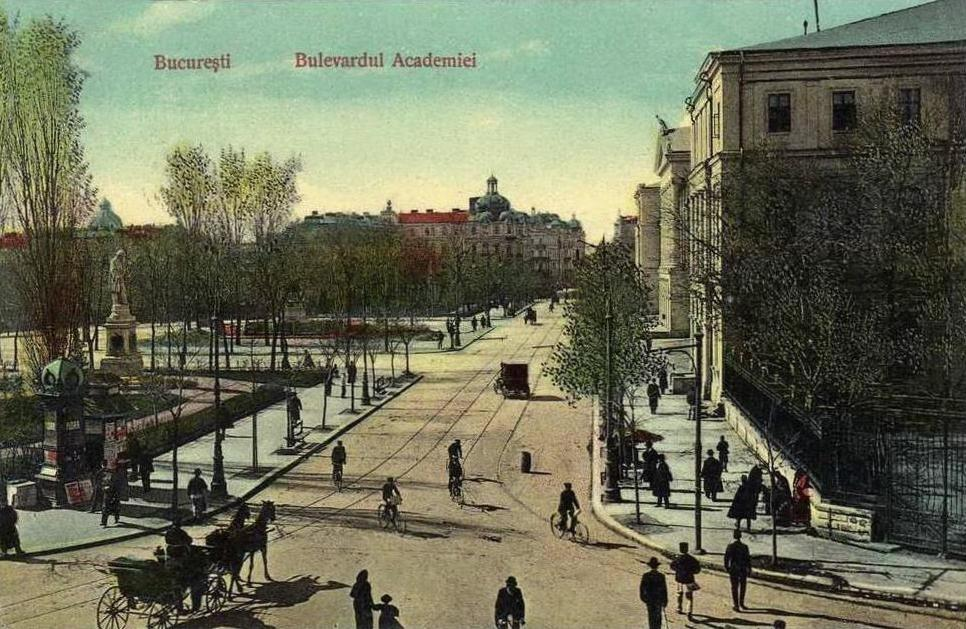
Carte poștală cu Bulevardul Regina Elisabeta văzut din Piața Universității. De remarcat e cum Palatul Generala, care ar trebui să fie în partea stângă, în spatele statuii lui Ion Heliade Rădulescu, nu apare, pentru că poza e dinaintea construirii
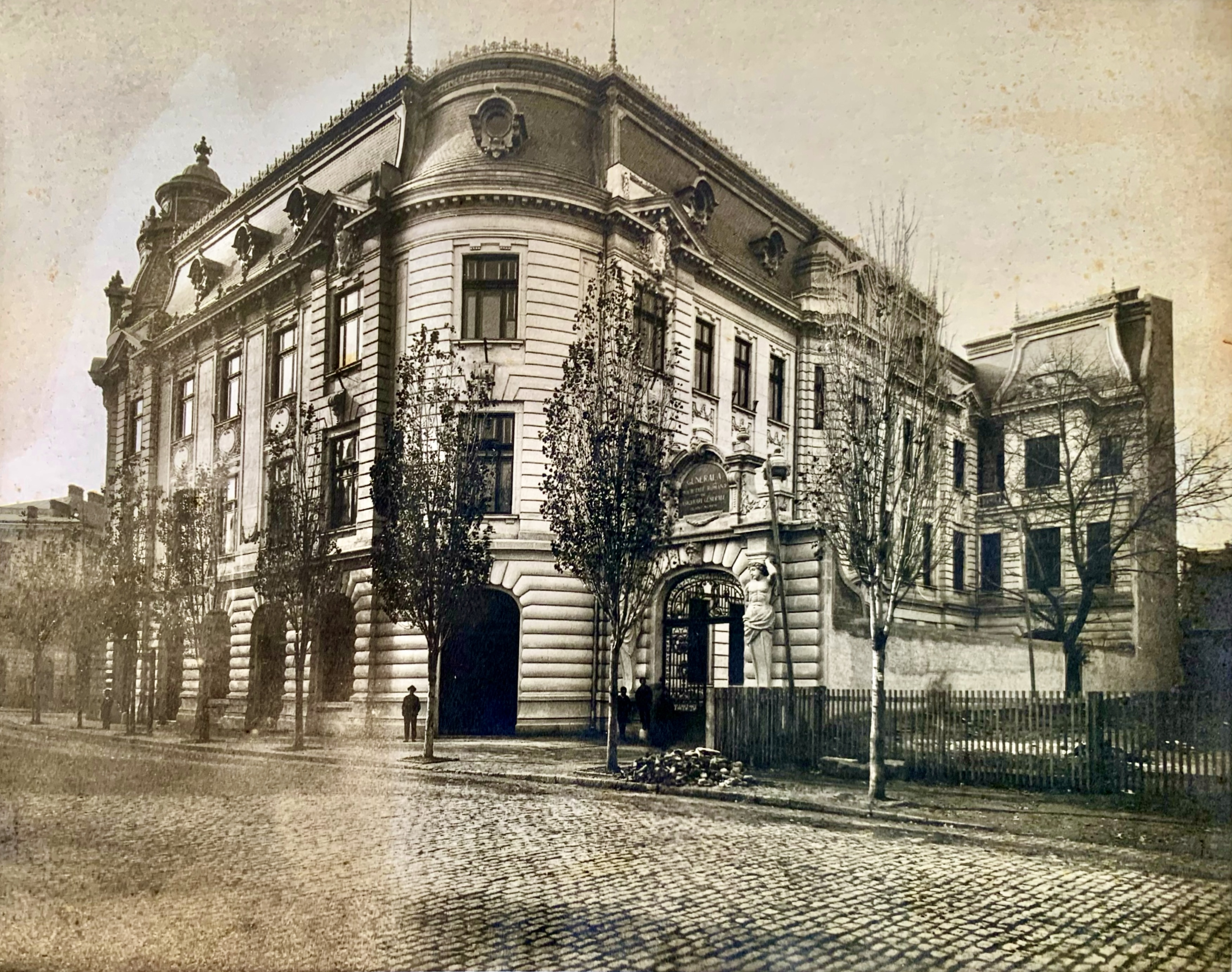
Palatul în forma lui inițială, când corpul cu turnuri și cupole de la Bulevardul Regina Elisabeta nu exista încă
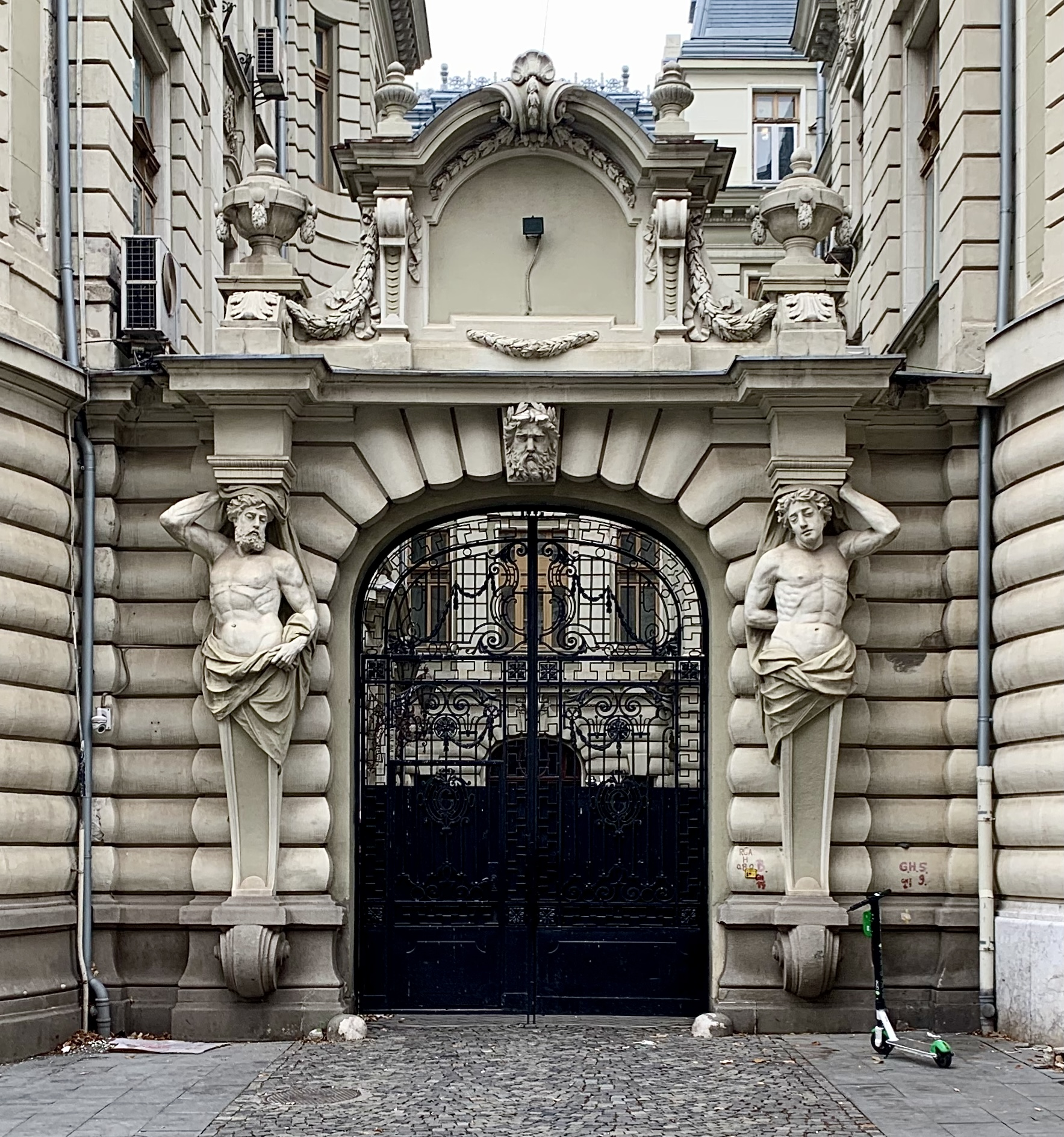
Poarta palatului, decorată cu atlanți
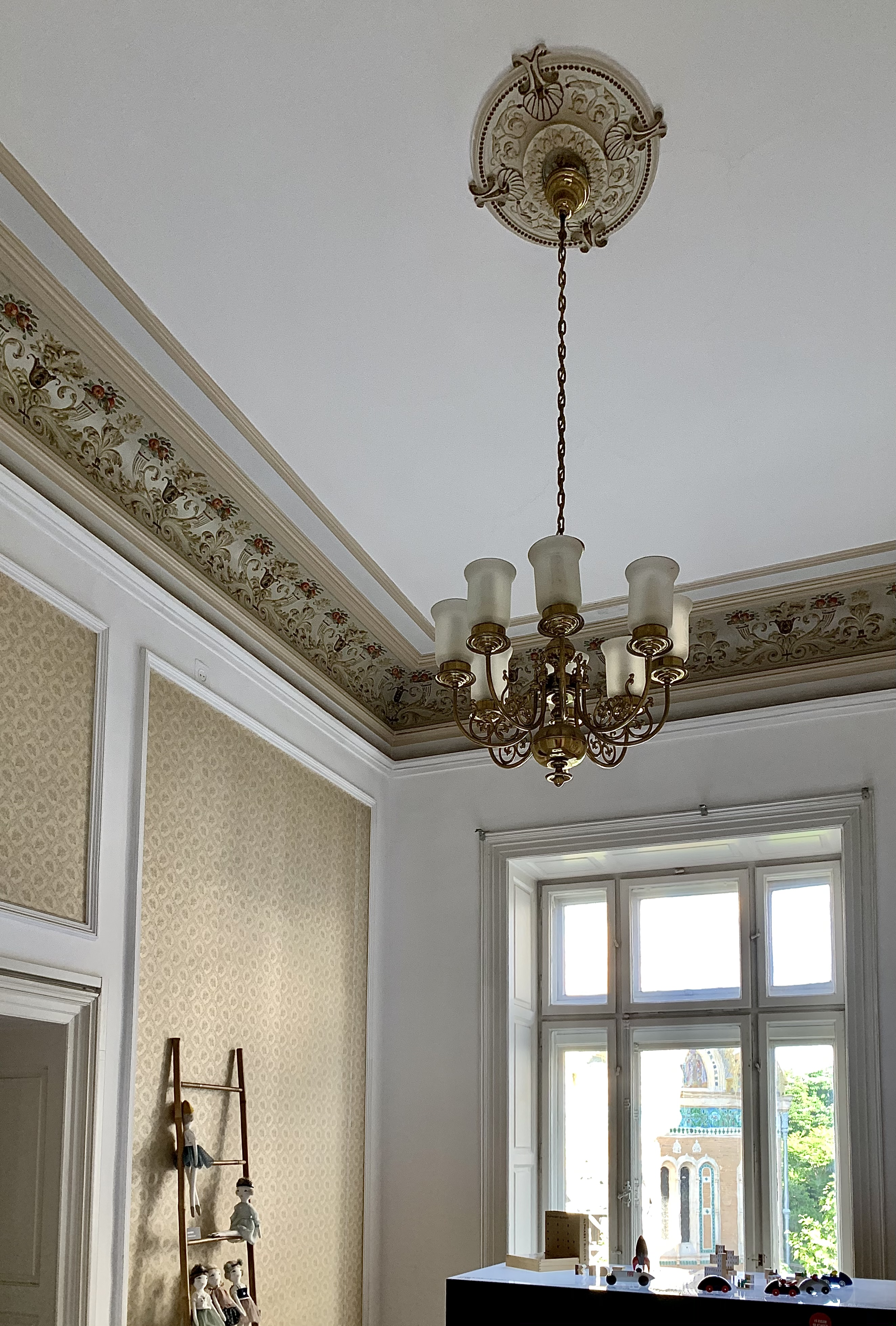
Interior. De remarcat sunt stucaturile cu cornuri ale abundenței
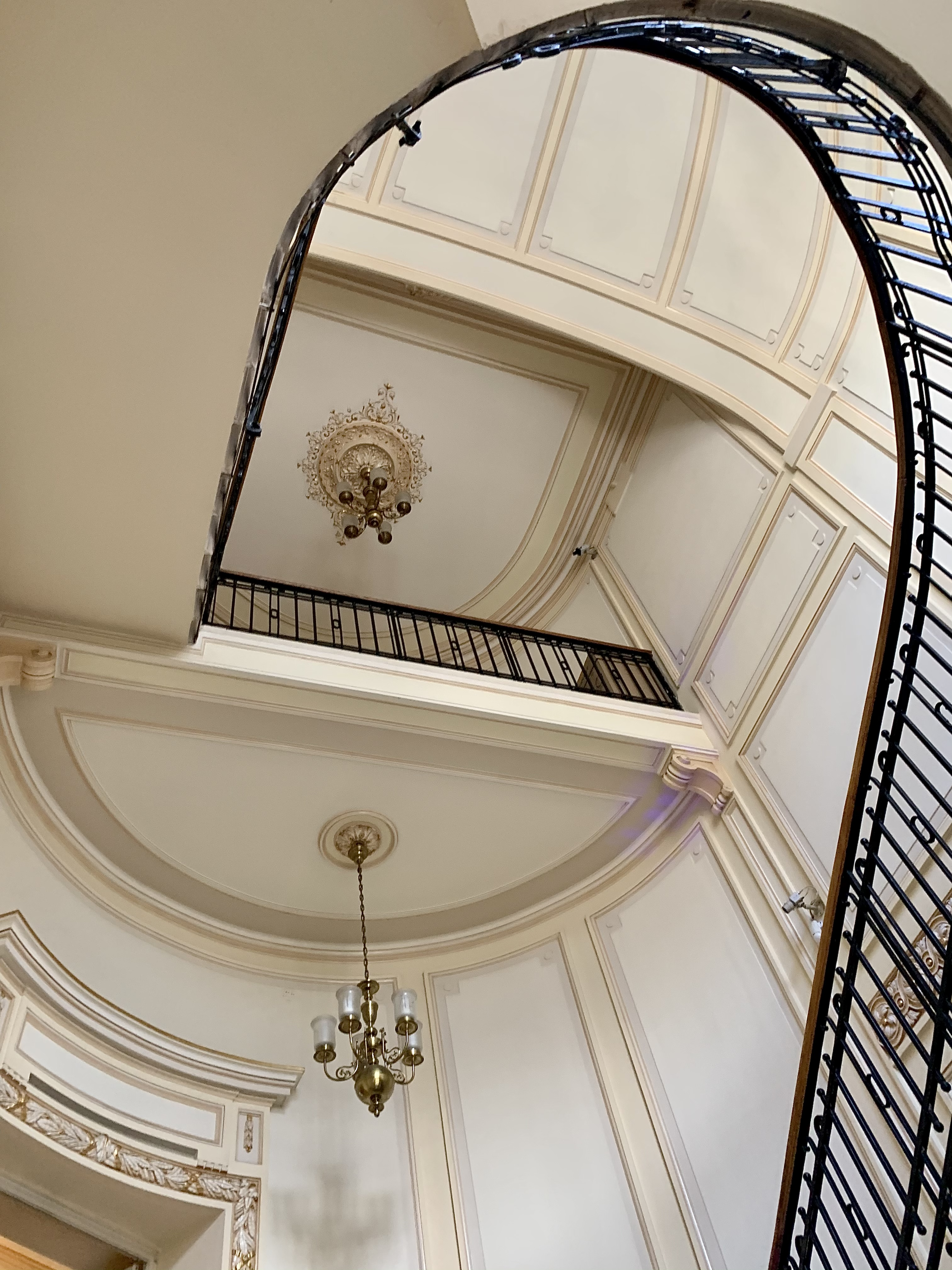
Scări. Chiar dacă e simplu, interiorul cu scări rămâne elegant
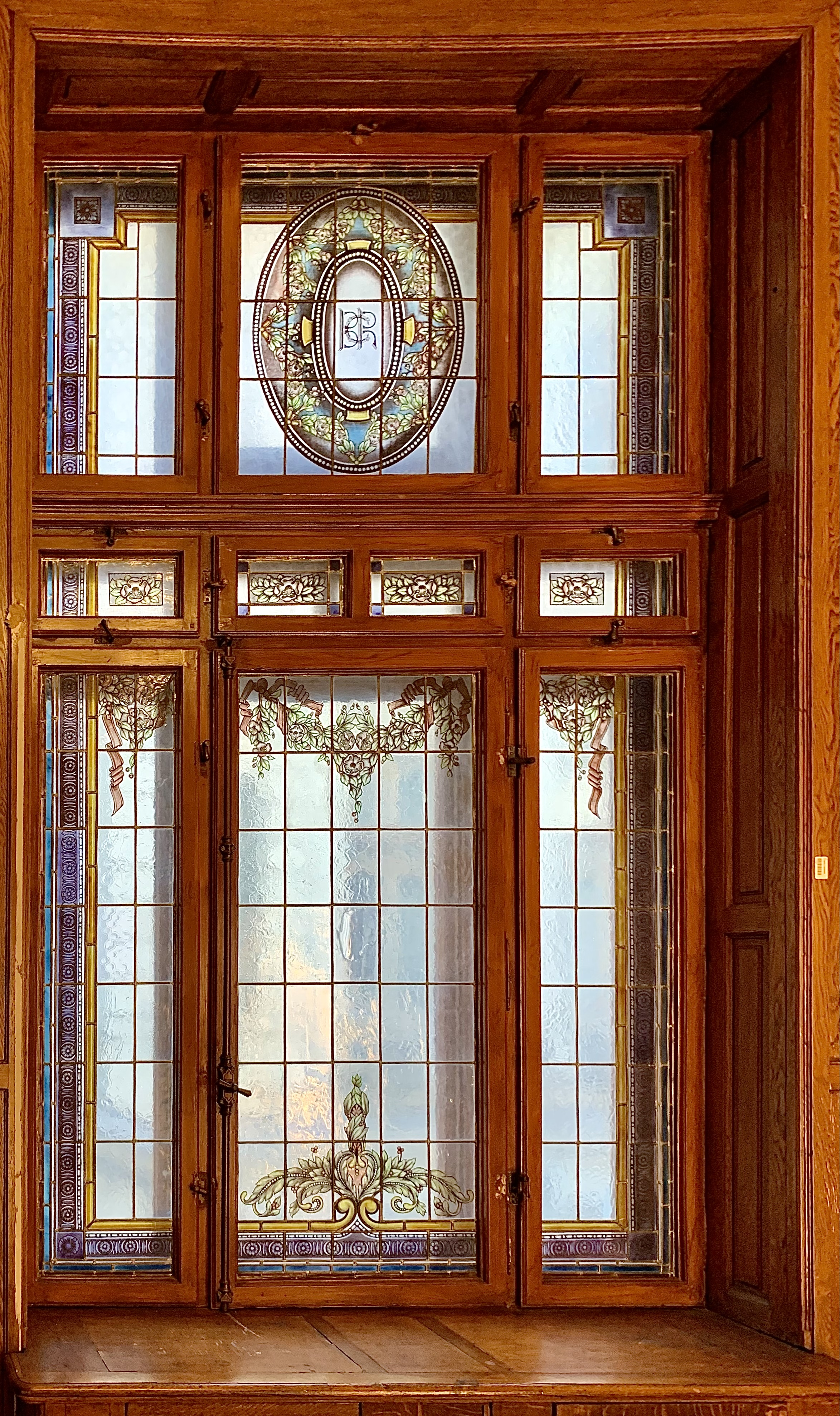
Vitraliu decorat în centru cu un feston/ghirlandă în centru
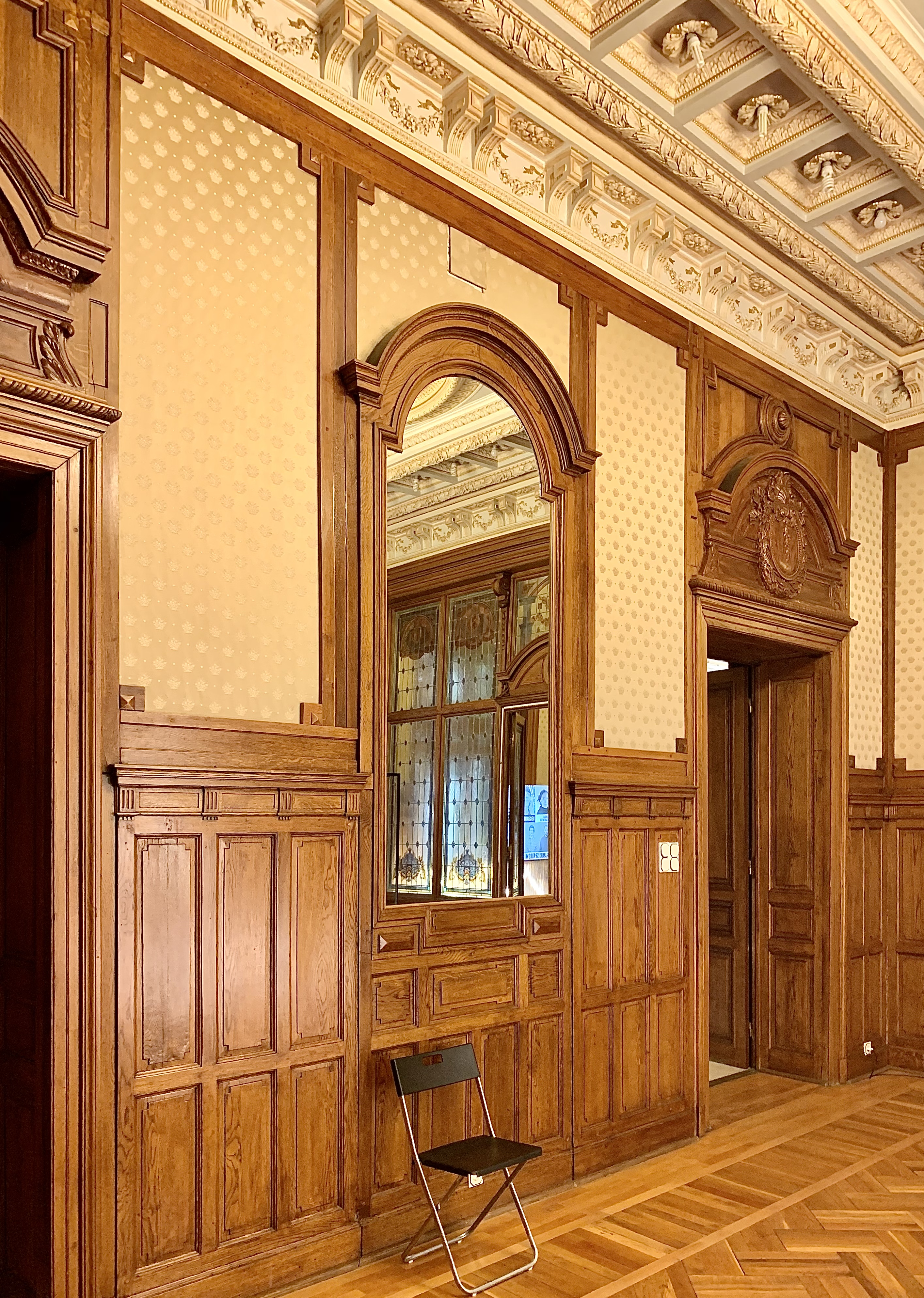
Interior cu lambriuri
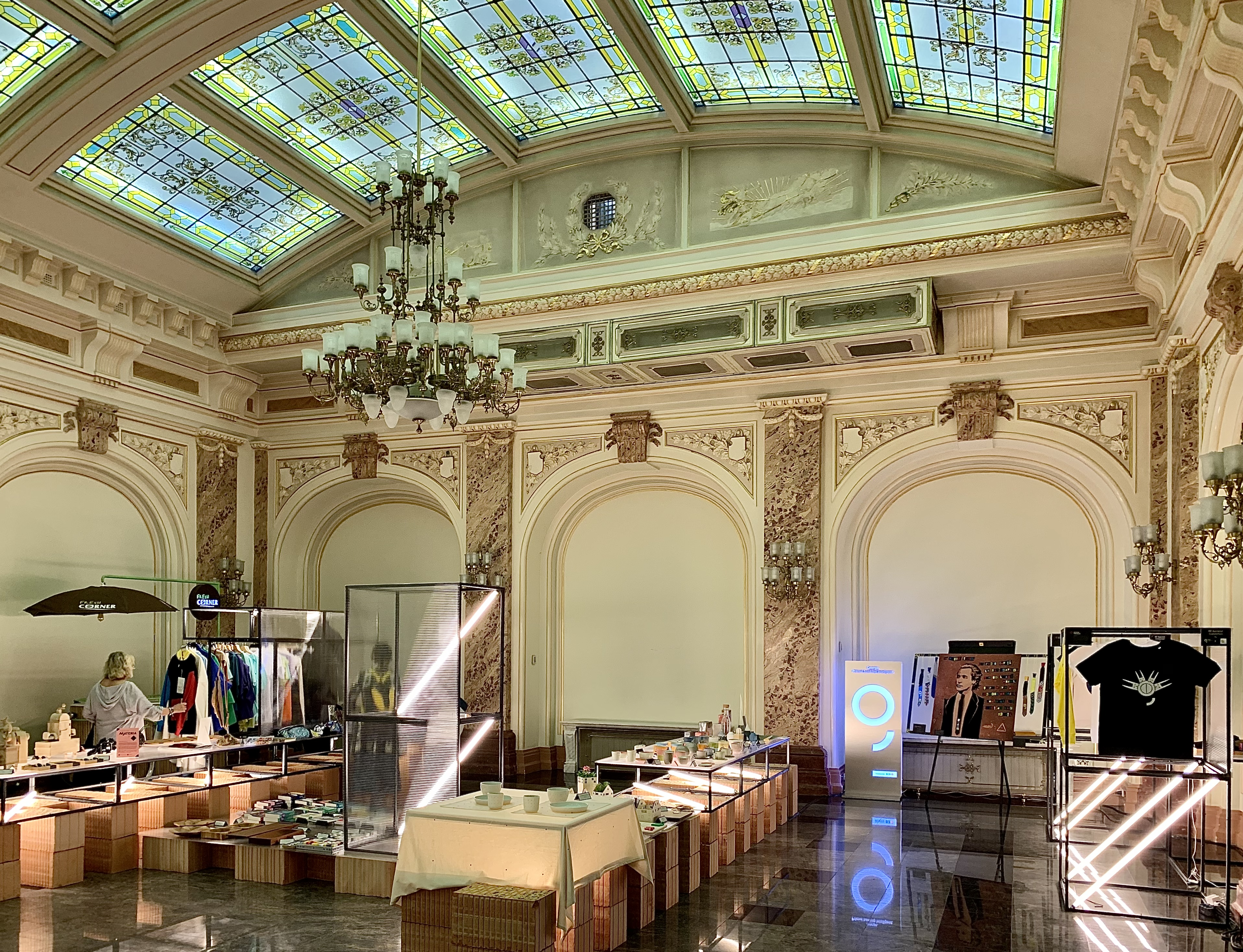
Interior cu luminator, în timpul în care a găzduit Romanian Design Week 2019
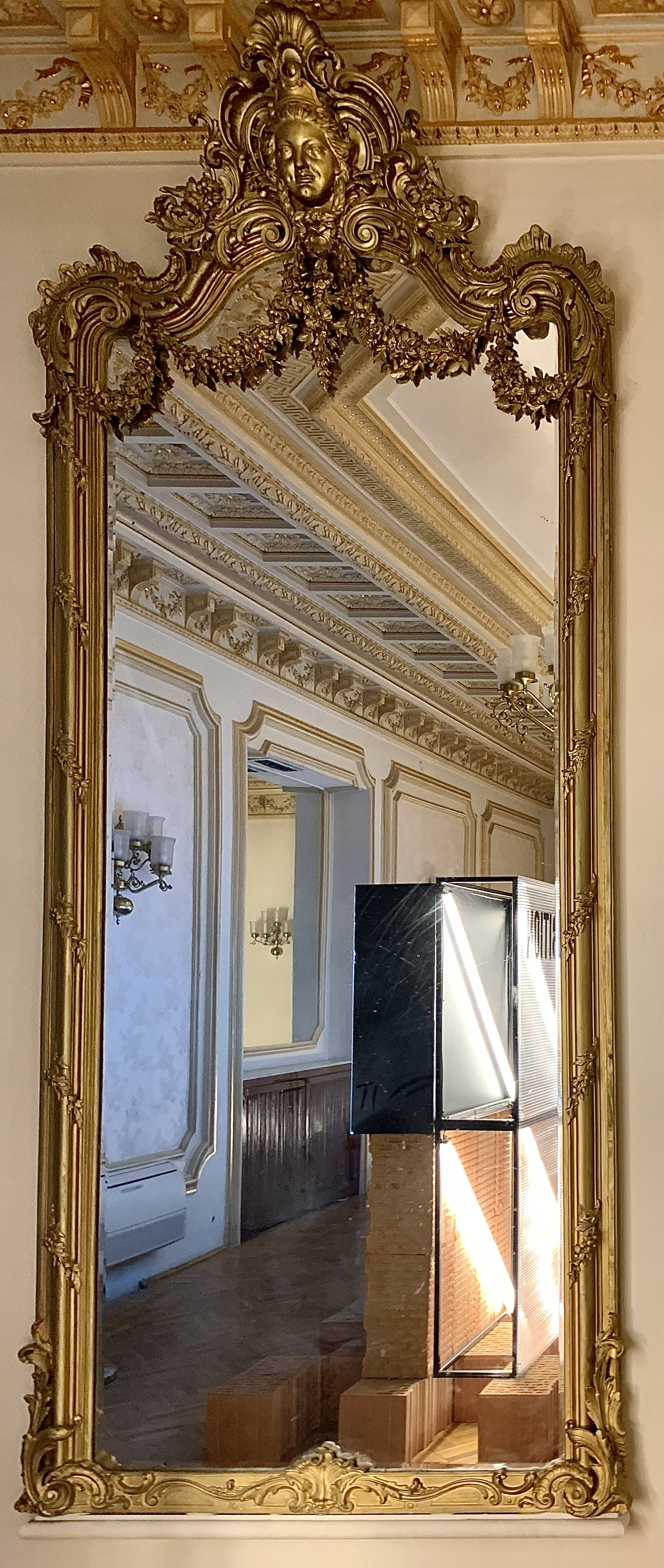
Oglindă neorococo înauntru